# Слабиня
Слабиня (хорв. Slabinja) — населений пункт у Хорватії, в Сисацько-Мославинській жупанії у складі громади Хорватська Дубиця.

## Населення
Населення за даними перепису 2011 року становило 348 осіб.
Динаміка чисельності населення поселення:

## Клімат
Середня річна температура становить 11,21 °C, середня максимальна – 25,45 °C, а середня мінімальна – -5,57 °C. Середня річна кількість опадів – 985 мм.
| Клімат поселення                              | Клімат поселення | Клімат поселення | Клімат поселення | Клімат поселення | Клімат поселення | Клімат поселення | Клімат поселення | Клімат поселення | Клімат поселення | Клімат поселення | Клімат поселення | Клімат поселення | Клімат поселення |
| Показник                                      | Січ.             | Лют.             | Бер.             | Квіт.            | Трав.            | Черв.            | Лип.             | Серп.            | Вер.             | Жовт.            | Лист.            | Груд.            |                  |
| Середній максимум, °C                         | 7,05             | 8,92             | 13,25            | 17,67            | 22,26            | 25,45            | 24,38            | 23,77            | 20,12            | 15,26            | 9,94             | 5,66             |                  |
| Середня температура, °C                       | 0,73             | 2,61             | 6,94             | 11,36            | 15,96            | 19,15            | 20,83            | 20,21            | 16,57            | 11,70            | 6,37             | 2,09             |                  |
| Середній мінімум, °C                          | −5,57            | −3,7             | 0,62             | 5,05             | 9,64             | 12,83            | 17,26            | 16,65            | 13,00            | 8,13             | 2,81             | −1,47            |                  |
| Норма опадів, мм                              | 63               | 59               | 70               | 83               | 86               | 96               | 89               | 88               | 86               | 90               | 96               | 79               |                  |
| Середньомісячна швидкість вітру, м/с          | 1.59             | 1.80             | 2.20             | 2.10             | 1.92             | 1.78             | 1.70             | 1.60             | 1.56             | 1.62             | 1.64             | 1.66             |                  |
| Середньомісячна сонячна радіація, кДж/м²·день | 4384             | 7210             | 10945            | 15419            | 19632            | 21915            | 22957            | 20061            | 14844            | 9242             | 4965             | 3632             |                  |
| --------------------------------------------- | ---------------- | ---------------- | ---------------- | ---------------- | ---------------- | ---------------- | ---------------- | ---------------- | ---------------- | ---------------- | ---------------- | ---------------- | ---------------- |
| Джерело:                                      |                  |                  |                  |                  |                  |                  |                  |                  |                  |                  |                  |                  |                  |